# You Energy Volley 2024-2025
Questa voce raccoglie le informazioni riguardanti la You Energy Volley nelle competizioni ufficiali della stagione 2024-2025.

## Stagione
Nella stagione 2024-25 la You Energy Volley assume la denominazione sponsorizzata di Gas Sales Bluenergy Piacenza.
Il terzo posto in regular season nella Superlega 2023-2024 qualifica la squadra di Piacenza alla Supercoppa italiana: viene estromessa dalla competizione a seguito della sconfitta in semifinale contro la Sir Safety Perugia.
Partecipa per la sesta volta alla Superlega: chiude la regular season di campionato al quinto posto in classifica, accedendo ai play-off scudetto: sconfitta nella serie delle semifinali dalla Trentino, chiude il torneo al quarto posto, perdendo la serie finale per il terzo posto contro la Sir Safety Perugia.
A seguito del quinto posto in classifica al termine del girone di andata di campionato, si qualifica per la Coppa Italia: esce dalla competizione nei quarti di finale a seguito della sconfitta contro il Verona.

## Organigramma societario
Area direttiva
- Presidente: Elisabetta Curti
- Vicepresidente: Giuseppe Bongiorni
- Amministratore: Isabella Cocciolo
- Direttore generale: Hristo Zlatanov
- Direttore sportivo: Ninni De Nicolo
- Team manager: Alessandro Fei
- Direttore operativo: Luca Rigolon
- Amministrazione: Enrica Cò
- Responsabile logistica: Aldo Binaghi, Ezio Mauro
- Consulente legale: Luca Tosini
- Responsabile palasport: Giovanni D'Ancona
- Sicurezza palasport: Vittorino Francani
- Court manager: Matteo Ghizzoni

Area tecnica
- Allenatore: Andrea Anastasi (fino al 19 febbraio 2025), Ljubomir Travica (dal 19 febbraio 2025)
- Allenatore in seconda: Roberto Rotari (fino al 19 febbraio 2025), Matteo Bologna (dal 19 febbraio 2025)
- Assistente allenatore: Matteo Bologna (fino al 19 febbraio 2025)
- Scout man: Antonio Mariano
- Responsabile settore giovanile: Ferandando Cantarelli (fino al 27 febbraio 2025), Nicola Agricola

Area comunicazione
- Responsabile comunicazione: Alberto Basalù
- Responsabile IT: Matteo Ghizzoni
- Ufficio stampa: Vincenzo Bosco
- Assistente digital: Matteo Ghizzoni
- Speaker: Nicola Gobbi
- Social media manager: Laura Airoli (fino al 27 febbraio 2025), Daniel Moretti
- Fotografo: Angela Petrarelli

Area marketing
- Ufficio marketing: Dakal Mussa, Francesca Fasano, Monica Uccelli
- Responsabile area commerciale: Bruno Capocaccia, Dakal Mussa, Alfredo De Martini

Area sanitaria
- Medico: Carlo Segalini
- Preparatore atletico: Davide Grigoletto
- Fisioterapista: Riccardo Anfosso
- Osteopata: Giovanni Berzioli

## Rosa
| N° | Nome                 | Ruolo | Data di nascita   | Nazionalità sportiva |
| -- | -------------------- | ----- | ----------------- | -------------------- |
| 1  | Nicola Salsi         | P     | 13 settembre 1997 | Italia               |
| 2  | Uroš Kovačević       | S     | 6 maggio 1993     | Serbia               |
| 3  | Michał Kędzierski    | P     | 9 agosto 1994     | Polonia              |
| 4  | Fabio Ricci          | C     | 11 luglio 1994    | Italia               |
| 6  | Antoine Brizard      | P     | 22 maggio 1994    | Francia              |
| 7  | Stephen Maar         | S     | 6 dicembre 1994   | Canada               |
| 9  | Efe Mandıracı        | S     | 1º aprile 2002    | Turchia              |
| 10 | Leonardo Scanferla   | L     | 4 dicembre 1998   | Italia               |
| 12 | Gianluca Galassi     | C     | 24 luglio 1997    | Italia               |
| 13 | Robertlandy Simón    | C     | 11 giugno 1987    | Cuba                 |
| 15 | Robbert Andringa     | S     | 28 aprile 1990    | Paesi Bassi          |
| 17 | Yuri Romanò          | O     | 26 luglio 1997    | Italia               |
| 23 | Alessandro Bovolenta | O     | 27 maggio 2004    | Italia               |
| 24 | Moussé Gueye         | C     | 11 novembre 1996  | Francia              |
| 27 | Luca Loreti          | L     | 24 dicembre 2005  | Italia               |
| 30 | Lorenzo Basso        | S     | 10 agosto 2008    | Italia               |

## Mercato
| Acquisti                               | Acquisti             | Acquisti          | Acquisti   |
| R.                                     | Nome                 | da                | Modalità   |
| -------------------------------------- | -------------------- | ----------------- | ---------- |
| O                                      | Alessandro Bovolenta | Porto Robur Costa | definitivo |
| C                                      | Gianluca Galassi     | Milano            | definitivo |
| C                                      | Moussé Gueye         | Barkom-Kažany     | definitivo |
| S                                      | Uroš Kovačević       | Ural              | definitivo |
| L                                      | Luca Loreti          | Lupi Santa Croce  | definitivo |
| S                                      | Stephen Maar         | Milano            | definitivo |
| S                                      | Efe Mandıracı        | Arkas             | definitivo |
| P                                      | Nicola Salsi         | Tirol             | definitivo |
| Trasferimenti nel corso della stagione |                      |                   |            |
| P                                      | Michał Kędzierski    | Asseco Resovia    | definitivo |

| Cessioni                               | Cessioni          | Cessioni              | Cessioni   |
| R.                                     | Nome              | a                     | Modalità   |
| -------------------------------------- | ----------------- | --------------------- | ---------- |
| C                                      | Roamy Alonso      | Prisma Taranto        | definitivo |
| C                                      | Edoardo Caneschi  | Powervolley Milano    | definitivo |
| P                                      | Bruno Dias        | Nice                  | definitivo |
| L                                      | Nicolò Hoffer     | Atlantide Brescia     | definitivo |
| S                                      | Yoandy Leal       | Lokomotiv Novosibirsk | definitivo |
| S                                      | Ricardo Lucarelli | JTEKT Stings Aichi    | definitivo |
| S                                      | Francesco Recine  | Toray Arrows Shizuoka | definitivo |
| O                                      | Fabrizio Gironi   | Prisma Taranto        | definitivo |
| Trasferimenti nel corso della stagione |                   |                       |            |
| P                                      | Michał Kędzierski | -                     | svincolato |

## Risultati

### Superlega

#### Girone di andata
| 1ª giornata - 29 settembre 2024 PalaBanca, Piacenza                      | You Energy         | 3 - 1 | Modena             | 25-18, 21-25, 25-23, 25-23        |
| 2ª giornata - 5 ottobre 2024 Arena di Monza, Monza                       | Milano             | 0 - 3 | You Energy         | 22-25, 24-26, 23-25               |
| 3ª giornata - 13 ottobre 2024 Palazzetto dello Sport, Cisterna di Latina | Cisterna           | 1 - 3 | You Energy         | 22-25, 25-19, 20-25, 23-25        |
| 4ª giornata - 19 ottobre 2024 PalaBanca, Piacenza                        | You Energy         | 3 - 1 | Prisma Taranto     | 29-31, 25-23, 25-21, 25-18        |
| 5ª giornata - 27 ottobre 2024 PalaSanLazzaro, Padova                     | Padova             | 2 - 3 | You Energy         | 25-22, 22-25, 25-23, 28-30, 11-15 |
| 6ª giornata - 3 novembre 2024 PalaBanca, Piacenza                        | You Energy         | 3 - 0 | Powervolley Milano | 25-20, 25-19, 25-17               |
| 7ª giornata - 10 novembre 2024 PalaCivitanova, Civitanova Marche         | Lube               | 3 - 0 | You Energy         | 25-20, 25-20, 25-20               |
| 8ª giornata - 17 novembre 2024 PalaBanca, Piacenza                       | You Energy         | 1 - 3 | Trentino           | 18-25, 22-25, 25-22, 22-25        |
| 9ª giornata - 24 novembre 2024 PalaOlimpia, Verona                       | Verona             | 3 - 0 | You Energy         | 25-20, 25-21, 25-18               |
| 10ª giornata - 30 novembre 2024 PalaBanca, Piacenza                      | You Energy         | 3 - 0 | M&G                | 25-23, 25-21, 25-20               |
| 11ª giornata - 8 dicembre 2024 PalaEvangelisti, Perugia                  | Sir Safety Perugia | 3 - 2 | You Energy         | 25-19, 25-23, 22-25, 17-25, 15-9  |

#### Girone di ritorno
| 12ª giornata - 15 dicembre 2024 PalaPanini, Modena           | Modena             | 2 - 3 | You Energy         | 21-25, 25-16, 25-20, 20-25, 6-15  |
| 13ª giornata - 21 dicembre 2024 PalaBanca, Piacenza          | You Energy         | 3 - 0 | Milano             | 25-21, 25-17, 25-19               |
| 14ª giornata - 26 dicembre 2024 PalaBanca, Piacenza          | You Energy         | 3 - 1 | Cisterna           | 25-21, 22-25, 25-23, 27-25        |
| 15ª giornata - 5 gennaio 2025 PalaMazzola, Taranto           | Prisma Taranto     | 1 - 3 | You Energy         | 29-31, 25-21, 23-25, 22-25        |
| 16ª giornata - 11 gennaio 2025 PalaBanca, Piacenza           | You Energy         | 3 - 2 | Padova             | 15-25, 25-23, 25-20, 32-34, 15-13 |
| 17ª giornata - 19 gennaio 2025 Palalido, Milano              | Powervolley Milano | 3 - 2 | You Energy         | 24-26, 21-25, 25-21, 25-22, 15-9  |
| 18ª giornata - 2 febbraio 2025 PalaBanca, Piacenza           | You Energy         | 0 - 3 | Lube               | 20-25, 19-25, 23-25               |
| 19ª giornata - 8 febbraio 2025 PalaTrento, Trento            | Trentino           | 3 - 2 | You Energy         | 19-25, 25-27, 25-17, 25-20, 15-9  |
| 20ª giornata - 16 febbraio 2025 PalaBanca, Piacenza          | You Energy         | 0 - 3 | Verona             | 16-25, 17-25, 21-25               |
| 21ª giornata - 23 febbraio 2025 Palasport, Porto San Giorgio | M&G                | 0 - 3 | You Energy         | 17-25, 21-25, 19-25               |
| 22ª giornata - 2 marzo 2025 PalaBanca, Piacenza              | You Energy         | 1 - 3 | Sir Safety Perugia | 19-25, 16-25, 27-25, 14-25        |

#### Play-off scudetto
| Quarti di finale (gara 1) - 9 marzo 2025 PalaOlimpia, Verona       | Verona             | 1 - 3 | You Energy         | 23-25, 25-23, 17-25, 20-25        |
| Quarti di finale (gara 2) - 16 marzo 2025 PalaBanca, Piacenza      | You Energy         | 3 - 0 | Verona             | 25-22, 25-20, 25-18               |
| Quarti di finale (gara 3) - 23 marzo 2025 PalaOlimpia, Verona      | Verona             | 1 - 3 | You Energy         | 25-16, 17-25, 20-25, 19-25        |
| Semifinali (gara 1) - 6 aprile 2025 PalaTrento, Trento             | Trentino           | 3 - 2 | You Energy         | 25-23, 23-25, 25-21, 23-25, 18-16 |
| Semifinali (gara 2) - 13 aprile 2025 PalaBanca, Piacenza           | You Energy         | 2 - 3 | Trentino           | 25-27, 25-15, 20-25, 25-22, 9-15  |
| Semifinali (gara 3) - 16 aprile 2025 PalaTrento, Trento            | Trentino           | 3 - 1 | You Energy         | 25-21, 22-25, 25-19, 25-18        |
| Finale 3º posto (gara 1) - 29 aprile 2025 PalaEvangelisti, Perugia | Sir Safety Perugia | 3 - 1 | You Energy         | 37-35, 25-18, 19-25, 25-18        |
| Finale 3º posto (gara 2) - 3 maggio 2025 PalaBanca, Piacenza       | You Energy         | 2 - 3 | Sir Safety Perugia | 25-21, 21-25, 25-21, 17-25, 18-20 |

### Coppa Italia
| Quarti di finale - 29 dicembre 2024 PalaOlimpia, Verona | Verona | 3 - 2 | You Energy | 25-18, 26-24, 23-25, 21-25, 15-10 |

### Supercoppa italiana
| Semifinali - 21 settembre 2024 Palazzo Wanny, Firenze Durata: 1h:56 - Spettatori: 3 700 | Sir Safety Perugia | 3 - 1 | You Energy | 25-22, 23-25, 25-20, 25-21 |

## Statistiche

### Statistiche di squadra
| Competizione        | Punti | In casa | In casa | In casa | In trasferta | In trasferta | In trasferta | Totale | Totale | Totale |
| Competizione        | Punti | G       | V       | P       | G            | V            | P            | G      | V      | P      |
| ------------------- | ----- | ------- | ------- | ------- | ------------ | ------------ | ------------ | ------ | ------ | ------ |
| Superlega           | 39    | 14      | 8       | 6       | 16           | 8            | 8            | 30     | 16     | 14     |
| Coppa Italia        | -     | 0       | 0       | 0       | 1            | 0            | 1            | 1      | 0      | 1      |
| Supercoppa italiana | -     | -       | -       | -       | -            | -            | -            | 1      | 0      | 1      |
| Totale              | -     | 14      | 8       | 6       | 17           | 8            | 9            | 32     | 16     | 16     |

G = partite giocate; V = partite vinte; P = partite perse

### Statistiche dei giocatori
| Giocatore     | Superlega | Superlega | Superlega | Superlega | Superlega | Coppa Italia | Coppa Italia | Coppa Italia | Coppa Italia | Coppa Italia | Supercoppa italiana | Supercoppa italiana | Supercoppa italiana | Supercoppa italiana | Supercoppa italiana | Totale | Totale | Totale | Totale | Totale |
| Giocatore     | P         | PT        | AV        | MV        | BV        | P            | PT           | AV           | MV           | BV           | P                   | PT                  | AV                  | MV                  | BV                  | P      | PT     | AV     | MV     | BV     |
| ------------- | --------- | --------- | --------- | --------- | --------- | ------------ | ------------ | ------------ | ------------ | ------------ | ------------------- | ------------------- | ------------------- | ------------------- | ------------------- | ------ | ------ | ------ | ------ | ------ |
| R. Andringa   | 22        | 17        | 14        | 1         | 2         | 1            | 0            | 0            | 0            | 0            | 1                   | 0                   | 0                   | 0                   | 0                   | 24     | 17     | 14     | 1      | 2      |
| L. Basso      | 0         | 0         | 0         | 0         | 0         | -            | -            | -            | -            | -            | -                   | -                   | -                   | -                   | -                   | 0      | 0      | 0      | 0      | 0      |
| A. Bovolenta  | 29        | 108       | 90        | 8         | 10        | 1            | 23           | 21           | 1            | 1            | 1                   | 3                   | 3                   | 0                   | 0                   | 31     | 134    | 114    | 9      | 11     |
| A. Brizard    | 30        | 93        | 38        | 26        | 29        | 1            | 6            | 1            | 5            | 0            | 1                   | 1                   | 0                   | 1                   | 0                   | 32     | 100    | 39     | 32     | 29     |
| G. Galassi    | 28        | 231       | 156       | 58        | 17        | 1            | 3            | 2            | 1            | 0            | 1                   | 6                   | 4                   | 2                   | 0                   | 30     | 240    | 162    | 61     | 17     |
| M. Gueye      | 7         | 37        | 26        | 10        | 1         | 0            | 0            | 0            | 0            | 0            | 0                   | 0                   | 0                   | 0                   | 0                   | 7      | 37     | 26     | 10     | 1      |
| M. Kędzierski | 2         | 0         | 0         | 0         | 0         | -            | -            | -            | -            | -            | -                   | -                   | -                   | -                   | -                   | 2      | 0      | 0      | 0      | 0      |
| U. Kovačević  | 15        | 141       | 123       | 12        | 6         | 1            | 14           | 11           | 3            | 0            | 1                   | 10                  | 8                   | 2                   | 0                   | 17     | 165    | 142    | 17     | 6      |
| L. Loreti     | 5         | 0         | 0         | 0         | 0         | 0            | 0            | 0            | 0            | 0            | 0                   | 0                   | 0                   | 0                   | 0                   | 5      | 0      | 0      | 0      | 0      |
| S. Maar       | 29        | 397       | 346       | 25        | 26        | 1            | 19           | 16           | 2            | 1            | 1                   | 18                  | 14                  | 1                   | 3                   | 31     | 434    | 376    | 28     | 30     |
| E. Mandıracı  | 25        | 278       | 224       | 23        | 31        | 0            | 0            | 0            | 0            | 0            | 1                   | 2                   | 2                   | 0                   | 0                   | 26     | 280    | 226    | 23     | 21     |
| F. Ricci      | 4         | 12        | 8         | 3         | 1         | 1            | 4            | 2            | 2            | 0            | 0                   | 0                   | 0                   | 0                   | 0                   | 5      | 16     | 10     | 5      | 1      |
| Y. Romanò     | 30        | 373       | 312       | 19        | 42        | 1            | 0            | 0            | 0            | 0            | 1                   | 12                  | 9                   | 1                   | 2                   | 32     | 385    | 321    | 20     | 44     |
| N. Salsi      | 2         | 0         | 0         | 0         | 0         | 0            | 0            | 0            | 0            | 0            | 0                   | 0                   | 0                   | 0                   | 0                   | 2      | 0      | 0      | 0      | 0      |
| L. Scanferla  | 30        | 0         | 0         | 0         | 0         | 1            | 0            | 0            | 0            | 0            | 1                   | 0                   | 0                   | 0                   | 0                   | 32     | 0      | 0      | 0      | 0      |
| R. Simón      | 25        | 241       | 153       | 51        | 37        | 1            | 6            | 2            | 1            | 3            | 1                   | 5                   | 4                   | 0                   | 1                   | 27     | 252    | 159    | 52     | 41     |

P = presenze; PT = punti totali; AV = attacchi vincenti; MV = muri vincenti; BV = battute vincenti